# Elvin C. Drake
Elvin Clifford „Ducky“ Drake (* 2. November 1903 in Friend, Nebraska; † 23. Dezember 1988 in Santa Monica, Kalifornien) war ein amerikanischer Leichtathlet, Leichtathletiktrainer und Physiotherapeut, der sechzig Jahre mit den UCLA Bruins verbunden war und als „Vater des UCLA Wettkampfsports“ gilt.

## Leben
Nach der High School in Nebraska ging Drake als Leichtathlet an die UCLA, wo er 1926 seinen Bachelorabschluss in Pädagogik machte. Nach einer kurzen Zeit als Mathematiklehrer an einer örtlichen Junior High School wurde er 1929 Leichtathletikassistenztrainer an der UCLA, was er bis 1947 blieb. Von 1942 an war er auch Physiotherapeut, der sich vor allem um Footballspieler kümmern musste. 1947 wurde er zum Cheftrainer für Leichtathletik befördert, blieb aber auch weiter Physiotherapeut. Hier gewann er u. a. die Leichtathletik-NCAA-Mannschaftsmeisterschaft 1956. Zu seinem einmaligen Erfolg gehörten die Olympischen Sommerspiele 1960, bei denen sowohl der Olympiasieger im Zehnkampf Rafer Johnson als auch der Silbermedaillengewinner Yang Chuan-Kwang zu seiner UCLA-Mannschaft gehörten. Mit Yang, der die Wochen vor dem Wettkampf und den Wettkampf selbst mit einem Ermüdungsbruch im Mittelfuß bestritt, legte Drake den Grundstein für seine zweite Karriere. Insgesamt hat er 8 Olympiamedaillengewinner, 9 NCAA-Meister und 12 amerikanische Meister trainiert.
Von 1964 an wurde er der Chefphysiotherapeut des UCLA Leistungssport, während Jim Bush die Leichtathleten übernahm. Drake betreute nun vor allem Football und trug im Basketball zum Erfolg der Mannschaften von John Wooden bei. Erst 1972 ging er als Chefphysiotherapeut in den Ruhestand, betreute jedoch die Sportmannschaften bis 1986 weiter.
Er verstand es die Footballverletzungen durch den sofortigen Einsatz von Eis und (sobald offene Wunden geschlossen waren) durch DMSO so schnell wieder herzustellen, dass die Spieler in der Regel am folgenden Wochenende wieder eingesetzt werden konnten.

## Ehrungen
- 1956: Leichtathletiktrainer des Jahres
- 1964: Aufnahme in die NATA Hall of Fame (Sporttherapeuten)
- 1973: UCLA nennt das neue Stadion nach ihm, siehe Drake Stadium (UCLA)
- 1984: Aufnahme als Erster in die UCLA Hall of Fame
- 1985: Aufnahme in die Mt SAC Hall of Fame
- 2007: Aufnahme in die National Track and Field Hall of Fame